# Prvo Bugarsko Carstvo
Prvo Bugarsko Carstvo (starobugarski: ц︢рьство бл︢гарское,  ts'rstvo bl'garskoe) je bila srednovjekovna bugarska država u Jugoistočnoj Europi koja je postojala između 7. i 11. stoljeća.
Carstvo je nastalo oko 681. godine, kada su protobugarska plemena na čelu s Asparuhom naselila sjeveroistočni dio Balkana. Protobugari su učvrstili svoju državu sjeverno od Bizanta, s kojim su često bili u sukobu što je rezultiralo s nekoliko bizantsko-bugarskih ratova. Dvije sile su također uživale i razdoblje mira i saveza, od kojih su najpoznatiji tijekom Druge arapske opsade Carigrada, gdje je bugarska vojska razbila opsadu i uništila arapsku vojsku, čime je spriječena arapska invazija u jugoistočnu Europu. Bizant je imao jak kulturni utjecaj na Bugarsku, koji je također doveo do eventualnog usvajanja kršćanstva 864. godine.
Nakon raspada Avarskog kaganata zemlja je proširila svoj teritorij sjeverozapadno do Panonske nizine. Kasnije su Bugari bili suočeni s napredovanjem Pečeneza i Kumana, da bi postigli odlučujuću pobjedu nad Mađarima i tako uspostavli kontrolu u Panoniji.
U 9. i 10. stoljeću vodilo se niz ratova između Hrvatske i Bugarske. Jedna od najpoznatiji bitaka bila je Bitka u bosanskim planinama 927. godine kada su hrvatske snage pod vodstvom kralja Tomislava, potpuno uništile bugarske snage vojvode Alogobotura, pobivši većinu bugarskih vojnika.  Ovo je bila jedina bitka koju je car Simeon ikada izgubio.
Koncem 9. i početkom 10. stoljeća, knez Simeon ostvario je niz pobjeda nad Bizantom. Nakon toga, dobio je titulu cara, i nastavlja širiti svoje carstvo u većoj mjeri. Nakon uništenja bizantske vojske u bitci kod Aheloja 917., Bugari su opsjedali Carigrad 923. i 924. Bizantinci su se međutim na kraju oporavili te su 1014. pod vodstvom Bazilija II. nanijeli veliki poraz Bugarima u bitci na Belasici. Do 1018. posljednja bugarska uporišta predana su Bizantu, te je Prvo Bugarsko Carstvo prestalo postojati.  Njega je naseljedilo Drugo Bugarsko Carstvo 1185. godine.